# Jardín Botánico de la Universidad de Ferrara

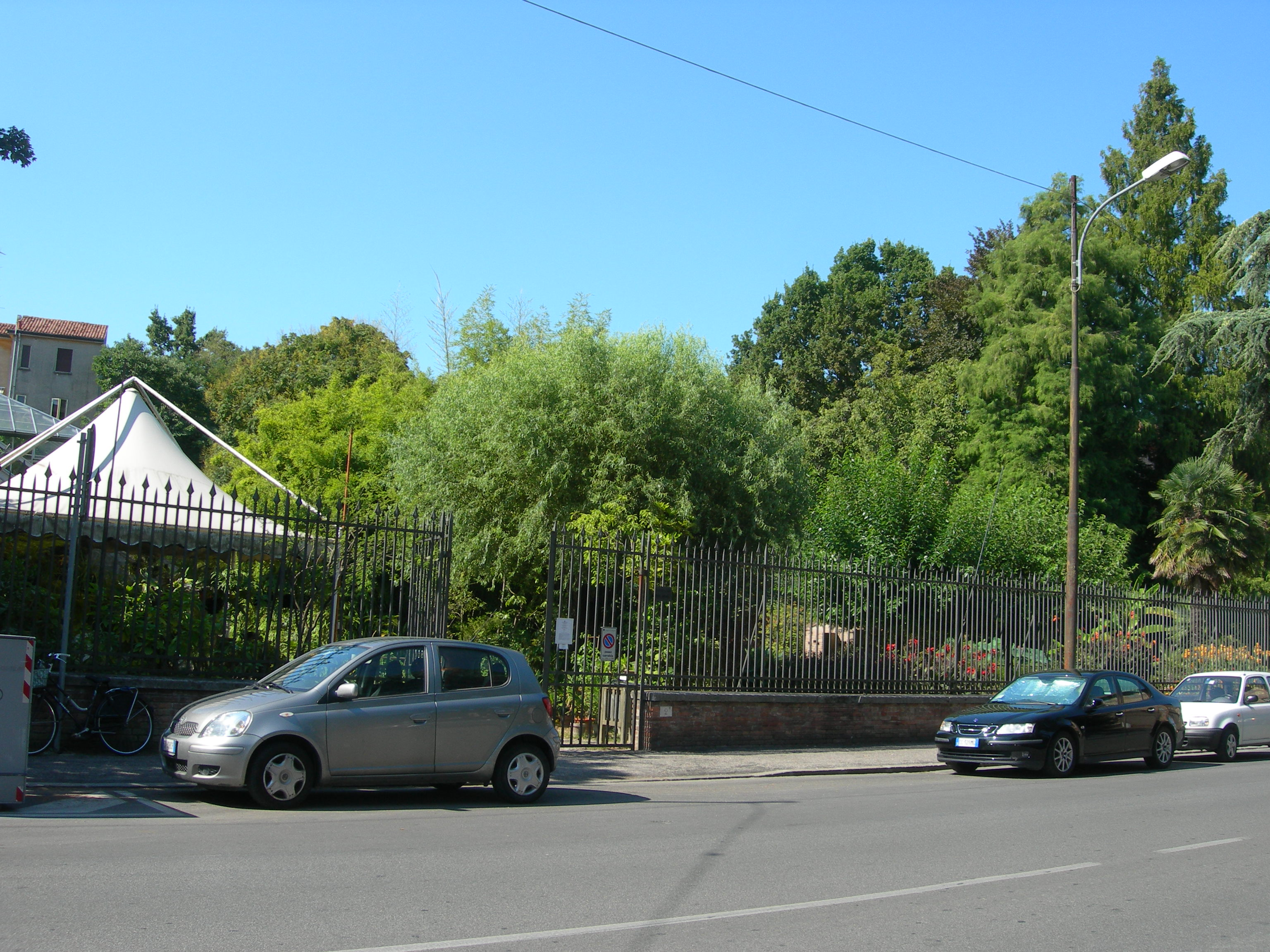
Jardín Botánico de la Universidad de Ferrara.

El Jardín Botánico de la Universidad de Ferrara (en italiano: Orto Botanico dell'Università di Ferrara) es un jardín botánico de 4 500 m² de extensión, que depende administrativamente del "Dipartimento di Biologia ed Evoluzione" de la facultad de Ciencias de la Universidad de Ferrara en Italia. Es miembro del BGCI y su código de reconocimiento internacional como institución botánica, así como las siglas de su herbario es FER.

## Localización
Università di Ferrara Corso Porta Mare, 2b, I-44100 Ferrara, Emilia-Romagna, Italia.44°50′35.66″N 11°37′25.72″E / 44.8432389, 11.6238111
Está abierto de lunes a viernes por la mañana. La entrada es gratuita.

## Historia
Fue fundado en el 1771 después de la concesión a todas las universidades para establecer un jardín botánico para experimentos académicos, a la sazón llamado "giardino dei semplici" (Jardín de los Simples). A pesar de que la institución botánica del Orto es posterior a la fundación de la Universtidad por los Este (1391), la actividad de la facultad de medicina ya funcionaba, gracias a la presencia de la corte de los Este: importantes figuras relacionadas con las ciencias médicas, como Berengario da Carpi, Niccolò Leoniceno, Giovanni Manardo y Gabriele Falloppio. 
La ubicación del jardín antes estaba en el patio del Palazzo Paradiso que albergaba la antigua sede de la universidad. 
Desde finales del siglo XVIII hasta el 1919 el jardín botánico estuvo en diferentes lugares hasta que fue trasladado a la vía Scandiano, una zona que resultó no apta para actividades botánicas. 
En 1925 el jardín se situó de nuevo al lugar original, hasta que finalmente fue ubicado el 1963, en el jardín del Palacio de los baños turcos. Alberga numerosas especies botánicas ya sea al aire libre, o bien en invernaderos.

## Colecciones
Contiene alrededor de 700 especies al aire libre (4500 m²) organizadas en tres secciones principales: 
- El área sistemática: especies ordenadas por clasificación botánica, con subsecciones para Pteridophytas, Gymnospermae, Magnoliophyta y dicotiledóneas arbóreas;
- El área de plantas útiles, dividida en los sectores de la huerta, plantas de uso antrópico diverso, plantas aromáticas y plantas medicinales.
- El área de jardines temáticos comprende plantas ornamentales recogidas en pequeños jardines temáticos incluyendo el jardín de rocas, el ángulo sombrío, el jardín mediterráneo, el jardín inglés y el jardín japonés.
- El jardín botánico también incluye tres invernaderos con una superficie de 243 m² y cuenta con unas 1.300 especies tropicales y subtropicales. Durante el periodo de tiempo cálido estas plantas se trasladan a zonas de exposición al aire libre, llegando a crear una cuarta sección de plantas exóticas, que incluye helechos, plantas sensibles, plantas epífitas, plantas carnívoras, plantas exóticas medininales, las plantas de las regiones tropicales y subtropicales, y las plantas del extremo Oriente.

A partir del 2004 hay una quinta sección dedicada a la flora protegida que comprende plantas acuáticas, plantas terrestres raras, plantas raras halófilas y brezales.